# Château de Since
Le château de Since est un édifice situé à Theix-Noyalo en France.

## Localisation
L'édifice est situé sur le territoire de la commune déléguée de Theix, au lieu-dit Since, dans le département du Morbihan en région Bretagne.

## Description
La maison date du XVe siècle, le corps principal est à un étage carré, élévation à travées,  construiten moellons de granite.  Toiture à longs pans recouverte d'ardoises, pignon découvert, escalier demi hors-oeuvre ; corps latéral est à un étage carré en moellon de granite, avec une fenêtre en calcaire, couvert en ardoise, toit à croupe, appentis postérieur et latéral couverts en appentis, en ardoise, certaines baies encadrées de bois. Colombier couvert en chaume, toit en pavillon. Escalier demi-hors-œuvre : escalier tournant à retours sans jour en charpente.

## Historique
Maison de chapelain construite dans la deuxième moitié du XVe siècle. Ouvertures remaniées vers 1550. Déclarée maison noble en 1762 lors de la vente de la maison et de la chapelle par Yves Rio procureur au présidial de Vannes à Gabriel Danet, négociant à Vannes. Ce dernier agrandit vers l'est la maison en 1784 (date portée à la suite de ses initiales G.D.) sur la fenêtre de l'étage à l'est. Escalier à vis transformé à cette date en escalier à retour. Pente du toit modifiée à une date indéterminée. Transformations intérieures au XXe siècle. Appentis au nord du XVIIIe siècle. Appentis ouest du XIXe siècle (façade nord) et postérieur à 1844 (façade sud). Colombier du XVIIIXe siècle.
Le bâtiment est inscrit à l'inventaire général du patrimoine culturel.